# 뚜껑덩굴
뚜껑덩굴은 박과 한해살이풀이며 학명은 Actinostemma lobatum Maxim이며 이명은 단풍잎뚝껑덩굴, 합자초, 개뚜껑덩굴이다.

## 분포
제주도와 남부지방 및 경기도 이북의 도랑이나 물가에서 자라는 1년생 초본이다. 생육환경은 물기가 많고 습도가 높은 곳에서 자란다.

## 특성
키는 약 2m 정도까지 자라고, 잎은 길이 5~10cm, 폭 2.5~7cm로 가장자리에 낮은 톱니가 있으며 어긋나고 덩굴손은 마주난다. 꽃은 황록색이며 수꽃은 다섯 개의 황록색 수술이 있고 암꽃은 길이가 약 1cm가량으로 수꽃이 있는 부분에 각 한 개씩 달린다. 열매는 9~10월경에 익어 중심부가 갈라지고 안에는 길이 약 1cm 정도의 흑색 종자가 달린다. 일반 산야의 개화기는 8~9월이고, 고산지 및 지리산의 개화기는 9~10월이다.

## 관리법
물기가 많은 곳의 화단에 심는다. 덩굴이 많이 뻗어가기 때문에 다른 식물에게 해가 되지 않게 나무 옆에 심는 것이 좋다. 물은 2~3일 간격으로 준다.

## 번식법
10월에 종자를 받아 보관 후 이듬해 봄에 뿌린다.